# Kanton Saint-Sulpice-les-Champs
Der Kanton Saint-Sulpice-les-Champs war bis 2015 ein französischer Wahlkreis in der Region Limousin. Er lag im Arrondissement Aubusson und im Département Creuse. Sein Hauptort war Saint-Sulpice-les-Champs.
Der Kanton war 150,58 km² groß und hatte 2082 Einwohner (Stand: 2012).

## Gemeinden
| Gemeinde                 | Einwohner | Code postal | Code Insee |
| ------------------------ | --------- | ----------- | ---------- |
| Ars                      | 247       | 23480       | 23007      |
| Banize                   | 134       | 23120       | 23016      |
| Chamberaud               | 121       | 23480       | 23043      |
| Chavanat                 | 127       | 23250       | 23060      |
| Le Donzeil               | 188       | 23480       | 23074      |
| Fransèches               | 267       | 23480       | 23086      |
| Sous-Parsat              | 138       | 23150       | 23175      |
| Saint-Avit-le-Pauvre     | 80        | 23480       | 23183      |
| Saint-Martial-le-Mont    | 276       | 23150       | 23214      |
| Saint-Michel-de-Veisse   | 177       | 23480       | 23222      |
| Saint-Sulpice-les-Champs | 366       | 23480       | 23246      |